# Невинномиська (станція)
Невинномиська (рос. Невинномыская) — вузлова залізнична станція Мінераловодського регіону Північно-Кавказької залізниці. Розташована в місті Невинномиськ Ставропольського краю.

## Пасажирське сполучення

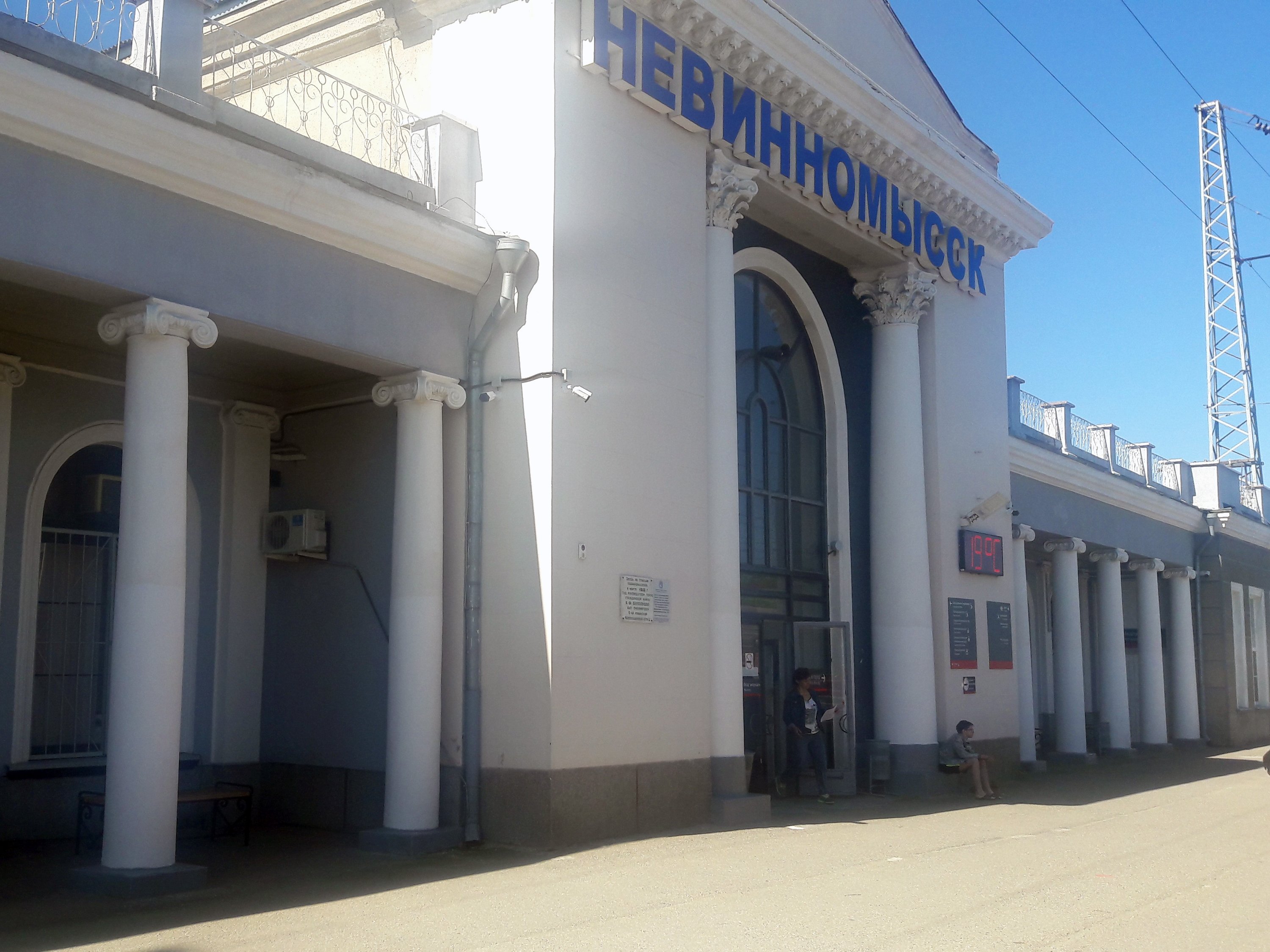
Вокзал станції Невинномиська

На станції Невинномиська зупиняються поїзди приміського та далекого сполучення.

## Адреса вокзалу
- 357100, Росія, Ставропольський край, м. Невинномиськ, вул. Революційна, 157
- Довідкове бюро: +7 (86554) 4-36-11